# ناوشکن کلاس چروکا
ناوشکن کلاس چروکا (به انگلیسی: Churruca-class destroyer) یک کلاس از کشتی است که طول آن 101.00 m و ارتفاع آن 3.30 m می‌باشد.